# Engelbert Zaschka

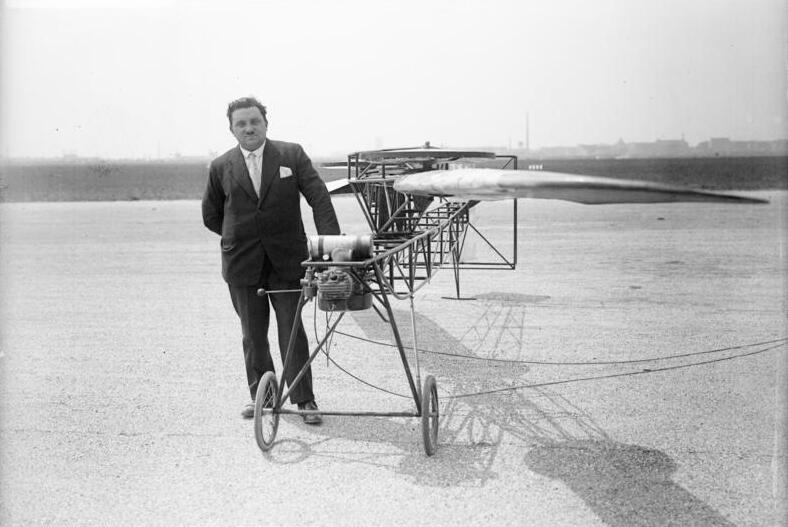
Engelbert Zaschka, Aeropuerto de Berlín-Tempelhof, 1930.

Engelbert Zaschka (Friburgo de Brisgovia, Alemania, 1 de septiembre de 1895 - Friburgo de Brisgovia, Alemania, 26 de junio de 1955), ingeniero alemán, inventor de un helicóptero. Zaschka fue uno de los primeros helicópteros alemanes pioneros.
Zaschka construyó un pequeño automóvil que se puede montar y desmontar en 7 min y que hace innecesario el garaje para guardarlo.

## Obra

### Algunas publicaciones
- Zaschka, Engelbert. Drehflügelflugzeuge. Trag- und Hubschrauber. Berlin-Charlottenburg: C.J.E. Volckmann Nachf. E. Wette. 1936. ASIN B001PE5XZ2.

### Patentes
- Patente alemana 573961 „Hubschraubenflugzeug“ (Avión helicóptero) fecha de emisión 19 de junio de 1926.

- Patente británica 272962 „Improvements in or relating to Helicopter Flying Machines“ fecha de emisión 20 de junio de 1927.

- Patente estadounidense 1779524 „Helicopter“ fecha de emisión 29 de junio de 1927.

- Patente alemana 512513 „Triebwerk fuer Maschinen mit hin und her gehenden Kolben, deren Pleuelstangen durch auf der Triebwelle sitzende Exzenterscheiben betaetigt werden“ (Motor para máquinas con pistones alternativos cuyas bielas se accionan mediante discos excéntricos asentados en el eje de transmisión) fecha de emisión 12 de noviembre de 1927.

- Patente estadounidense 1944052|„Portable power plant.“ fecha de emisión 21 de abril de 1930.

- Patente francesa  1019111 „Bicyclette.“ fecha de emisión 26 de mayo de 1950.

## Galería

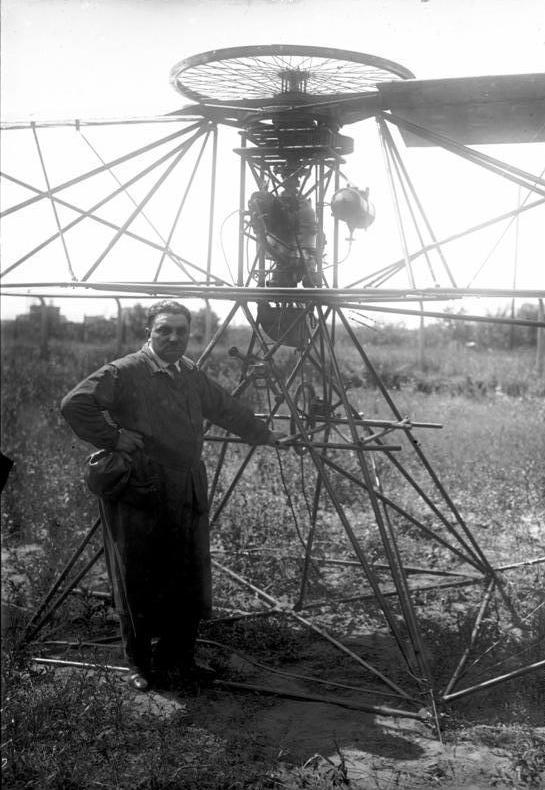
Engelbert Zaschka and his Rotary Wing system, 1927
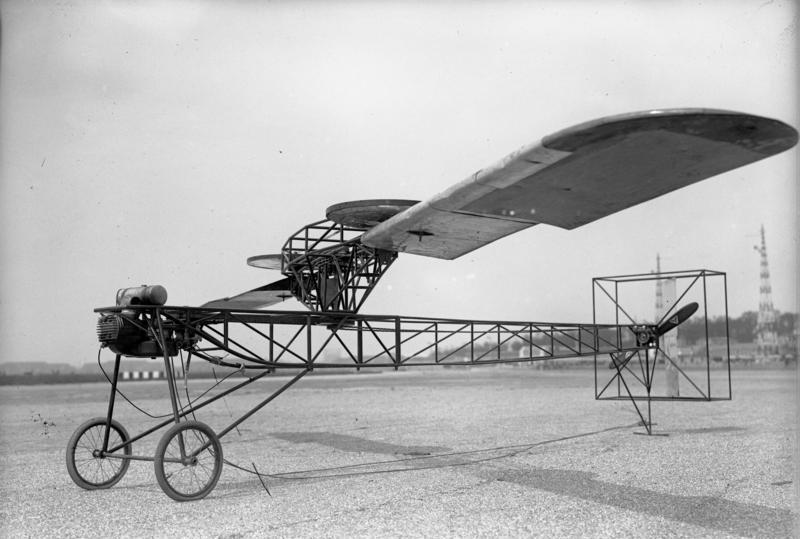
Zaschka helicopter, 1928
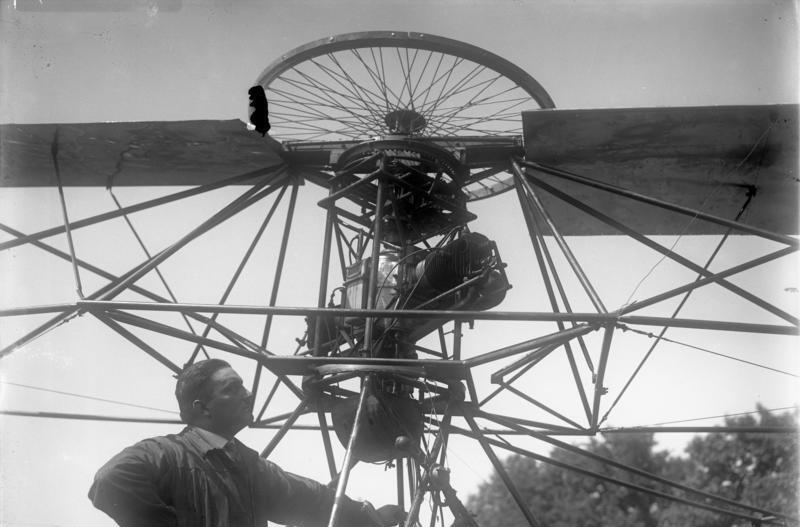
Zaschka Rotary Wing system, 1927
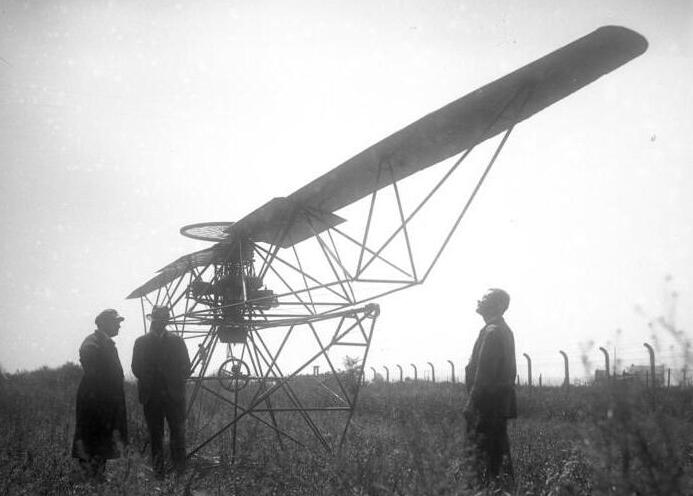
Zaschka Rotary Wing system, 1927
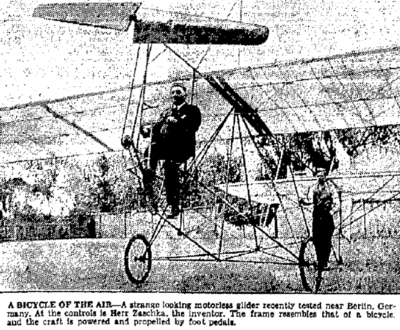
Zaschka Human-Powered Aircraft y el inventor, Berlín 1934
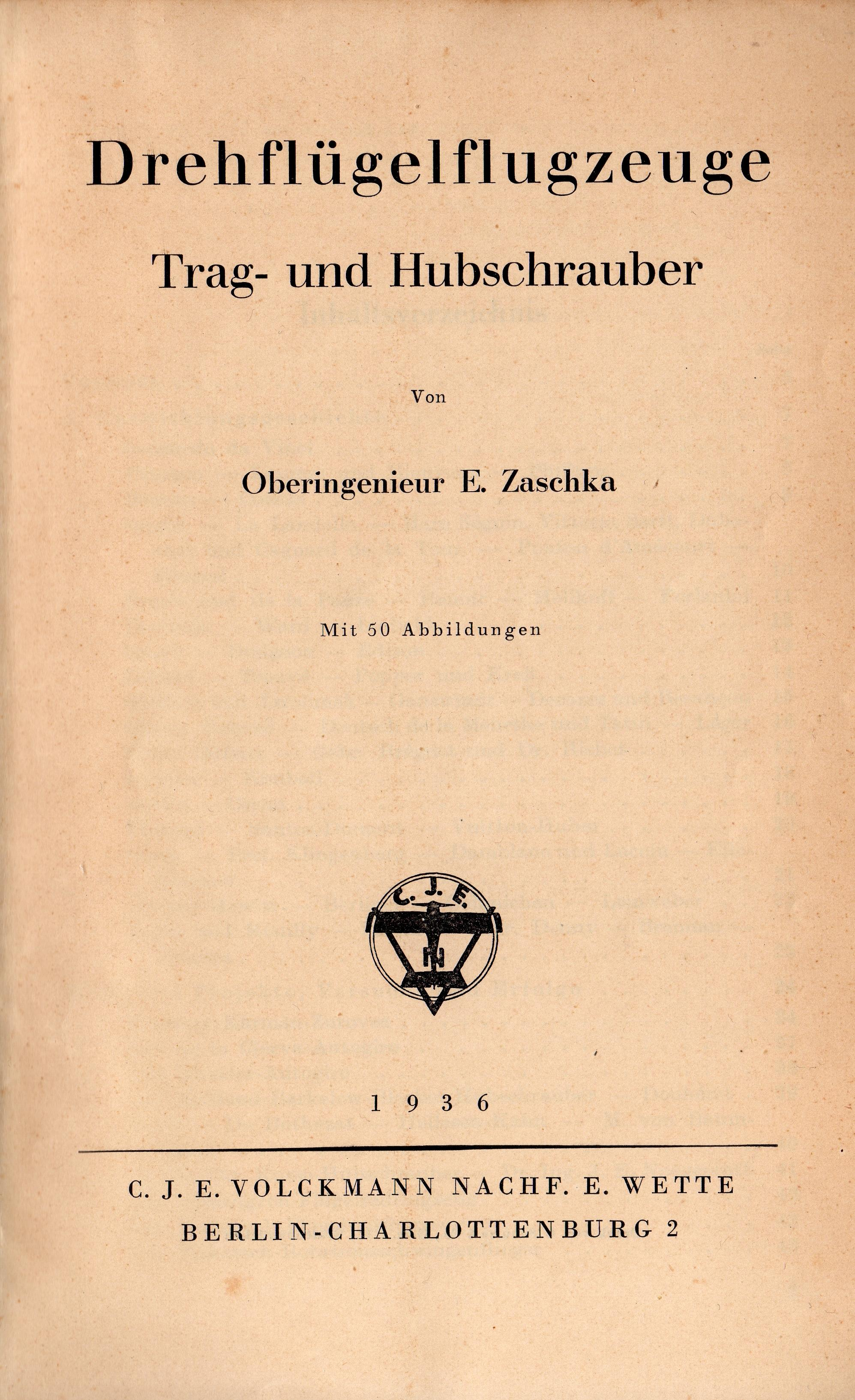
Aeronaves de ala rotativa. Transporte. Helicóptero. C.J.E. Volckmann Nachf. E. Wette, Berlin-Charlottenburg 1936